# Радісне (Новоукраїнський район)
Рáдісне — село в Україні, у Рівнянській сільській громаді Новоукраїнського району Кіровоградської області. Населення становить 35 осіб. Орган місцевого самоврядування — Рівнянська сільська рада.

## Населення
Згідно з переписом УРСР 1989 року чисельність наявного населення села становила 47 осіб, з яких 17 чоловіків та 30 жінок.
За переписом населення України 2001 року в селі мешкало 35 осіб.

### Мова
Розподіл населення за рідною мовою за даними перепису 2001 року:
| Мова       | Відсоток |
| ---------- | -------- |
| українська | 88,57 %  |
| молдовська | 11,43 %  |